# Stazione di Montesilvano Colle
La stazione di Montesilvano Colle era una fermata ferroviaria posta lungo la ex linea ferroviaria a scartamento ridotto Pescara-Penne chiusa il 20 giugno 1963; situata sulla SR 16 bis, era a servizio del quartiere Montesilvano Colle, raggiungibile dalla vicina SP25 b.

## Storia
La fermata venne inaugurata il 22 settembre 1929 insieme all'intera linea, continuò il suo esercizio fino il 20 giugno 1963. Successivamente la fermata venne adibita ad abitazione privata.